# Monrepos (centre de recherche)
Pour les articles homonymes, voir Mon Repos.
Monrepos est un centre de recherche et musée de l'évolution du comportement humain basé à Schloss Monrepos, à Neuwied (Rhénanie-Palatinat, Allemagne). La recherche pratiquée à Monrepos se consacre essentiellement au développement du comportement de l'homme à l'époque paléolithique et mésolithique. Les résultats font l'objet d'une vulgarisation au sein du musée rattaché au centre de recherche. Monrepos compte parmi les principales institutions de la recherche des phases anciennes de l'histoire de l'humanité.

## Structure
Monrepos est une institution du Römisch-Germanisches Zentralmuseum – Forschungsinstitut für Archäologie (RGZM), lui-même affilié aux Centres de recherches-Musées (Forschungsmuseen) de la Leibniz-Gemeinschaft. La Fondation Prinz Maximilian zu Wied est un autre vecteur de Monrepos sans compter le Cercle des mécènes Altsteinzeit e.V. qui supporte de manière active recherche, vulgarisation et enseignement Enfin, Monrepos collabore étroitement avec l'institut de pré- et protohistoire de l'université Johannes Gutenberg de Mayence.

## Localisation
À l'origine, Monrepos fait figure d'espace de détente de proximité en aval du Haut-Rhin moyen. L'ancienne résidence estivale du Prince zu Wied est située sur les hauteurs de la ville de Neuwied au beau milieu de forêts étendues en bordure du Westerwald. S'y croisent différents chemins de randonnées, parmi lesquels le Rheinsteig, le Limeswanderweg et le Rheinhöhenweg. Schloss Monrepos constitue l'épicentre du complexe architectural historique des Princes zu Wied des XVIIIe siècle et XIXe siècle.

## Historique

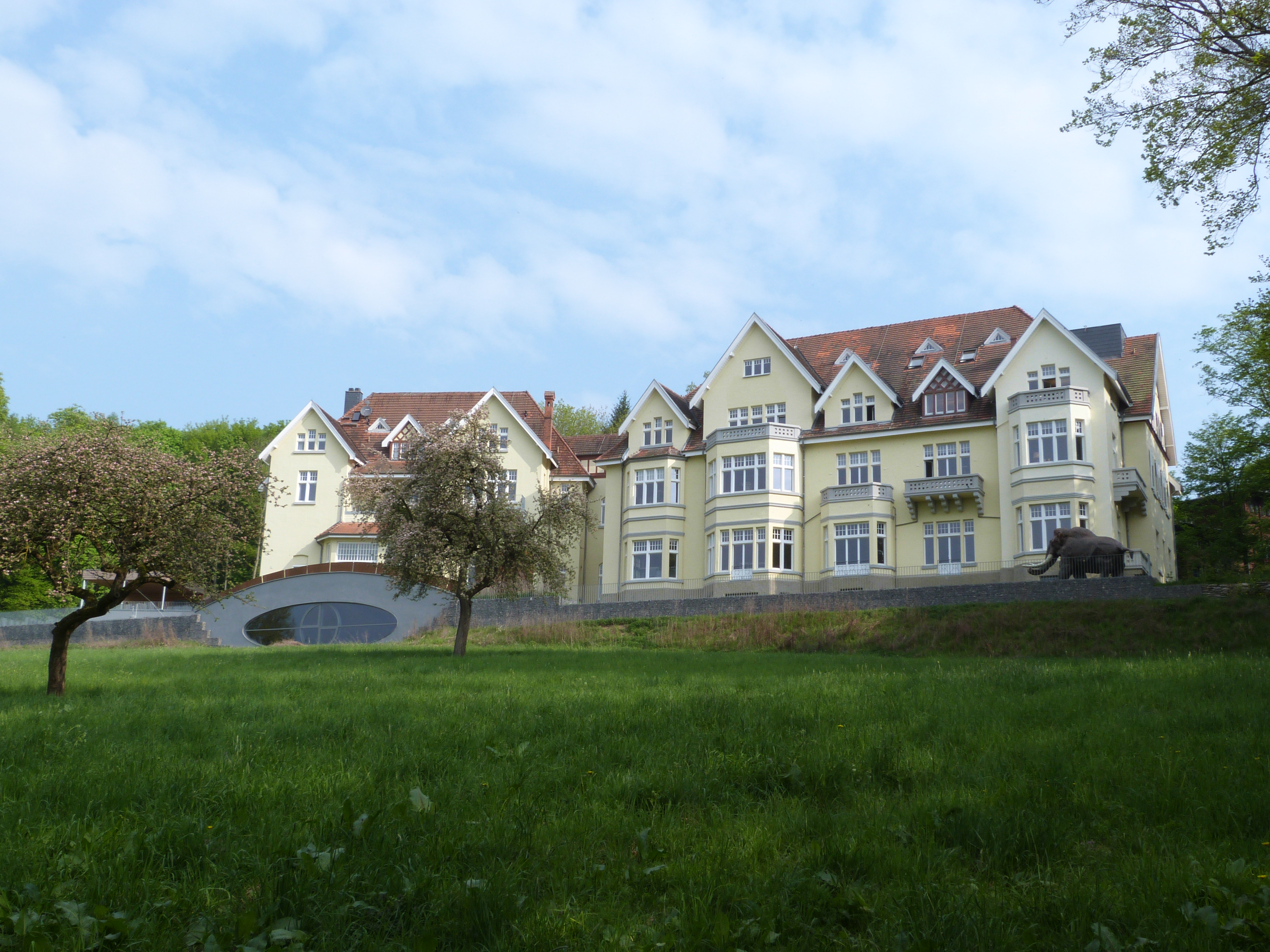
Monrepos Centre de Recherche

Jusqu'en 2012 Monrepos était désigné comme « Forschungsbereich Altsteinzeit » du RGZM et « Museum für die Archäologie des Eiszeitalters ». À l'occasion de la nouvelle conception muséale et à la suite du réalignement stratégique du Centre de recherche et du Musée, ceux-ci ont été rebaptisés en « Monrepo Archäologisches Forschungszentrum und Museum für menschliche Verhaltensevolution ». À noter que ce sont la découverte et l'étude des sites paléolithiques du bassin de Neuwied, aujourd'hui mondialement connus, dont Niederbieber, Gönnersdorf (site archéologique) ou Bad Breisig, qui ont conduit en 1984 à la création du Centre de recherche rattaché au RGZM. Depuis 1988, le Forschungsbereich Altsteinzeit est basé à Schloss Monrepos, Neuwied. Il en va de même pour le Musée qui s'y rapporte. Ancienne maison de veuve, désignée « Waldheim » à l'origine, le bâtiment Schloss Monrepos fut bâti en 1909. Le Prince Friedrich Wilhelm zu Wied intégrera le « château » à la Fondation Prinz Maximilian zu Wied en 1986.
Sous la direction de son fondateur, Gerhard Bosinski, le Forschungsbereich Altsteinzeit était encore étroitement lié à l'institut de pré- et protohistoire de l'université de Cologne. Depuis 2003, la direction de l'institut repose dans les mains de Sabine Gaudzinski-Windheuser, professeur ordinaire à l'institut de pré- et protohistoire de l'université de Mayence. En 2005, l'exposition permanente du Musée « Museum für die Archäologie des Eiszeitalters » a subi une modernisation. Des travaux d'assainissement et d'agrandissement du bâtiment Schloss Monrepos ont conduit en 2011 à la fermeture temporaire du Musée. Ce dernier se trouve momentanément en voie de réorganisation, avec une réouverture des portes prévue pour l'été 2014.

## Cadre chronologique et géographique
Les recherches menées à Monrepos sont consacrées à l'histoire ancienne de l'Humanité de l'Ancien Monde, depuis ses origines jusqu'au début de l'agriculture et de l'élevage. Dans les années 1980 et 1990, l'accent de la recherche à Monrepos reposait sur les riches sites du Bassin de Neuwied et de ses environs: le site de Miesenheim fait partie des sites d'habitat les plus anciens d'Europe centrale. Les sites néandertaliens sur les volcans de l'Eifel, tels que Schweinskopf, die « Wannen », Tönchesberg et Plaidter Hummerich n'ont pas leur pareil dans d'autres régions du monde. Avec la découverte, puis la fouille, des sites d'Andernach et de Gönnersdorf d'importantes archives de l'époque magdalénienne nous sont parvenues. Enfin, les sites tardiglaciaires (groupes à Federmesser) de Niederbieber, Bad Breisig, Kettig, Urbar et Andernach-Martinsberg, étudiés à Monrepos, livrent d'importants renseignements sur l'implantation de l'Homme dans son milieu naturel à cette époque en vertu de leur corrélation avec les archives climatiques,,. Depuis la fin des années 1990 le cadre géographique des recherches menées à Monrepos s'est élargi. Ainsi, l'étude des sites d'Ubeidia et Gesher Benot Ya'akov (Israël) a fait l'objet de coopérations internationales. Avec les fouilles sur le site de Dmanissi (Géorgie) Monrepos a contribué à l'étude du site le plus ancien d'Eurasie présentant des restes humains fossiles. Nos fouilles actuelles sont consacrées aux sites les plus anciens d'Europe de l'Est, en Roumanie, ainsi qu'au comportement des premiers hommes anatomiquement modernes au Maroc, sur le site de Taforalt. Ce dernier a livré les éléments de parure les plus anciens de l'Humanité.
Les sites les plus récents étudiés à Monrepos datent de l'époque mésolithique et comprennent les sites de Duvensee et Bedburg-Königshoven.

## Principe directeur de la recherche
L'objectif de notre travail de recherche et de vulgarisation consiste dans la compréhension des principaux traits comportementaux de l'homme actuel, qui se sont constitués entre l'époque paléolithique, dès 2,5 millions d'années, et le Mésolithique, il y a 7500 ans.
Monrepos fait partie des quelques rares institutions de la recherche archéologique à s'orienter en fonction d'un principe directeur propre. Ce dernier sert à définir l'objectif de la recherche et à adopter la démarche nécessaire pour y parvenir. Notre principe directeur repose sur une conception unificatrice et intégrative de la recherche, de manière à dépasser le cloisonnement existant traditionnellement entre le champ de recherche des sciences naturelles et celui des sciences humaines. Notre principe directeur nous incite, au contraire, à combiner entre eux différentes sources et différents contextes dans une perspective diachronique. L'interpolation de trois unités d'investigation en est le reflet: « chronologie » au sens large, « stratégies », enfin « organisation sociale ». La première unité se consacre à la question de savoir où, quand, et dans quelles circonstances s'est manifesté un certain type de comportement humain. Les deux autres unités ont pour objet respectif d'identifier les stratégies de survie et les constantes comportementales qui s'en dégagent, ainsi que leur intégration dans le tissu social des hommes préhistoriques.
Notre principe de recherche est diachronique et, pour une période donnée, se veut d'apporter des éclairages suivant différents degré de résolution. En d'autres termes, notre principe de recherche se définit par la volonté d'adopter systématiquement des angles d'approche variables : tandis que le tableau d'ensemble permet de s'orienter, les détails quant à eux offrent l'opportunité d'atteindre un haut degré de résolution. La reconstruction de l'évolution du comportement humain aux époques paléolithique et mésolithique s'opère à travers le recoupement et la synthétisation des trois unités d'investigation évoquées précédemment, tout en veillant transfert comparatif entre les différents niveaux chronologiques et degrés de résolution.

## Principaux axes de recherche
L'évolution de l'alimentation, de la mobilité, du comportement spatial intra-site et de l'utilisation du paysage comptent parmi les axes de recherche particulièrement importants pour la compréhension du développement comportemental des hommes préhistoriques.

### Calibration et programmes de datation
Depuis le milieu des années 1980, Monrepos travaille à l'élaboration et à l'affinement d'une chronologie absolue du Paléolithique européen. À cet effet, de nombreux programmes de datation relatifs au Paléolithique supérieur ont vu le jour.
Des méthodes de calibration innovatives ont été découvertes par Olaf Jöris (Monrepos) et Bernhard Weninger (université de Cologne). À travers la corrélation des datations radiocarbone avec des archives climatiques à haute résolution, une calibration toujours plus précise de dates toujours plus anciennes est désormais possible. Le logiciel de calibration Calpal, développé au milieu des années 1990 par Olaf Jöris et Bernhard Weninger, est le fruit de ce travail.

### Alimentation
Dans le cadre de l'évolution de l'alimentation des premiers hommes, la chasse aux grands mammifères joue un rôle de premier ordre. La mise en œuvre à Monrepos d'un dispositif élaboré de méthodes archéozoologiques, en plus du caractère diachronique de nos recherches, a contribué à établir des standards à l'échelle de la recherche internationale. Nous avons ainsi fourni, pour la première fois, la preuve archéologique de la chasse aux grands mammifères par les premiers Hommes et discuté ses implications en termes d'évolution humaine,,,,,.
Actuellement, nos recherches sont consacrées à la chasse néandertalienne dans son cadre naturel à partir des sites en grotte de Balver-Höhle et Kulna, ainsi que sur base du plus grand site de plein air du Paléolithique moyen, Neumark-Nord.
D'autres projets de recherche sur le thème de l'alimentation se concentrent sur le Tardiglaciaire et la phase ancienne de l'Holocène. Les travaux menés à partir des sites d'habitat de Duvensee ont démontré toute l'importance de la nourriture végétale (noisettes) au début de l'Holocène

### Comportement spatial intra-site
Les travaux consacrés à l'évolution du comportement spatial intra-site et l'utilisation du territoire, en relation avec leur décryptage en contexte archéologique s'inscrivent dans un autre axe de recherche mis en œuvre à Monrepos. Les fouilles en extension de grandes stations de plein air, à l'instar de Gönnersdorf, ont d'emblée placé l'investigation systématique d'éventuelles structures d'occupation au centre des préoccupations de notre recherche. Nos travaux actuels mettent en œuvre des procédés géostatistiques innovateurs à partir de systèmes d'information géographiques (SIG) dans le but de permettre des analyses quantitatives vérifiables de la dynamique spatiale d'une occupation,. Le spectre important des sites étudiés autorise la reconstruction diachronique de l'évolution du comportement spatial intra-site et de l'utilisation du territoire en fonction d'éventuels changements climatiques et de processus d'ordre socio-économique. Nos projets de recherche actuels étudient l'évolution du comportement spatial et de l'occupation du territoire à partir des sites de Bilzingsleben, Neumark-Nord, Niederbieber, Breitenbach, Magdalenahöhle, Duvensee, Gönnersorf, Andernach, Oelknitz,.

### Art
L'étude de l'art paléolithique à différents degré de résolution est une autre particularité des travaux menés à Monrepos. Ses débuts remontent à la découverte et à l'analyse des fameuses gravures magdaléniennes sur plaquettes en schiste de Gönnersdorf par Gerhard Bosinski. L'analyse étoffée de ces gravures a révélé au grand jour la preuve indiscutable de l'expression artistique de l'Homme paléolithique en Europe centrale. Les représentations féminines de « type Gönnersdorf » ont depuis trouvé leur place dans la sémantique des études consacrées à l'Art paléolithique.
Les études consacrées à l'art à Monrepos se distinguent par leur approche résolument contextuelle, tout en s'attachant à reconstituer l'organisation de la composition, ainsi que les techniques de réalisation. Ces derniers font actuellement l'objet d'analyses à partir de scans tridimensionnels des plaquettes gravées de Gönnersdorf,,.

### Archéologie expérimentale
Depuis les années 1980 ont lieu à Monrepos des expérimentations systématiques et contrôlées, c'est-à-dire dans des conditions de laboratoire, sur les techniques de chasse, le dépeçage des carcasses animales et la taphonomie,.

## Enseignement et formation des jeunes chercheurs
L'évolution du comportement de l'Homme au Paléolithique et au Mésolithique fait régulièrement l'objet de cours de la part des chercheurs de Monrepos à l'institut de pré- et protohistoire de l'université de Mayence:
La formation archéologique est complétée par l'offre de stages de recherche, d'excursions et de stages de fouilles, ce qui permet aux étudiants de s'impliquer directement dans la recherche et sa médiation. À travers un programme de « mentoring » propre, les jeunes chercheurs profitent d'un patronage individuel et d'un soutien financier sous forme de bourses, telle que la bourse Prinz Maximilian zu Wied,,.

## Musée

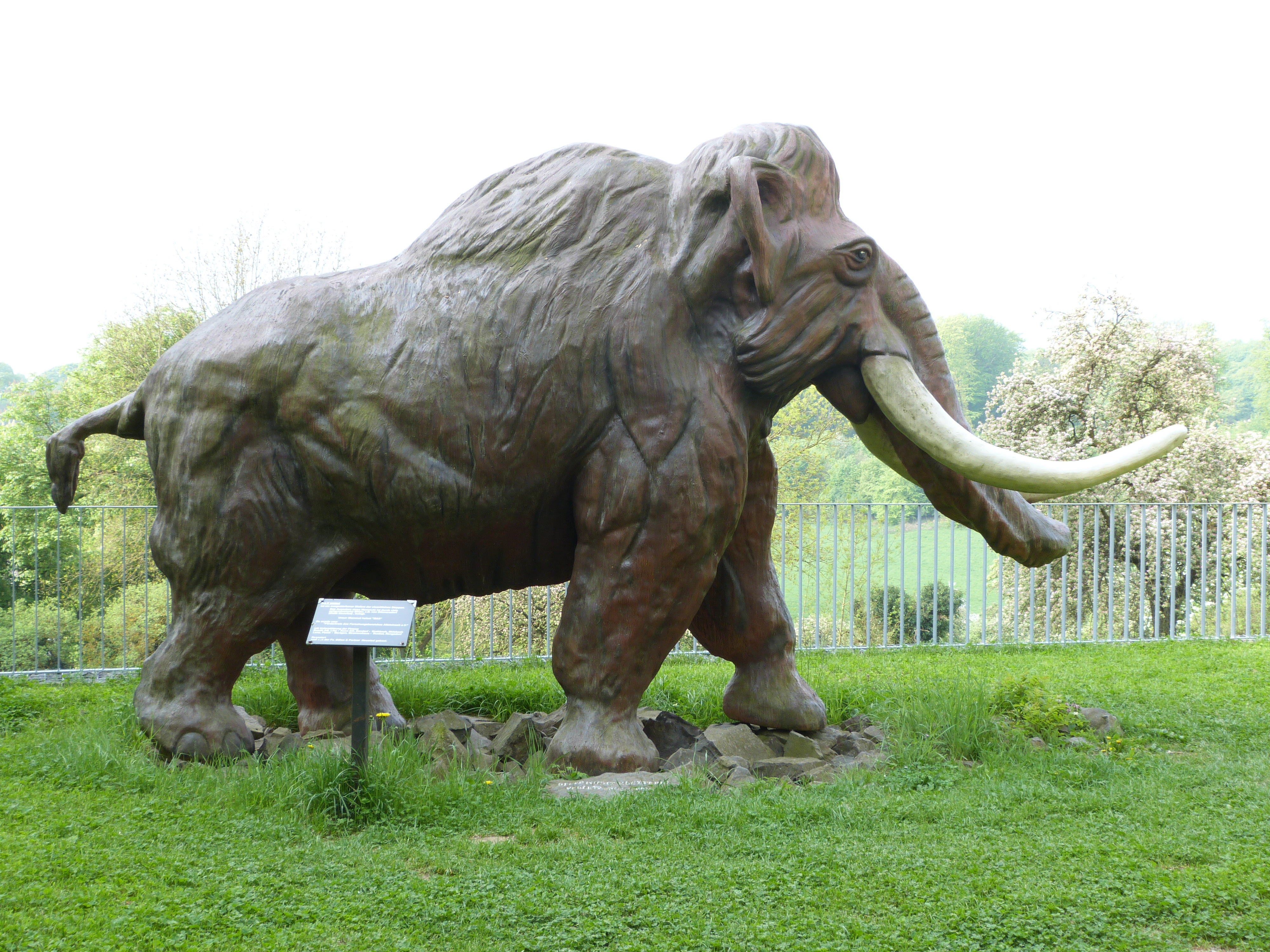
Mammoth Max

L'exposition permanente du Musée présente les résultats des recherches archéologiques sur l'évolution du comportement humain préhistorique. En raison de mesures d'assainissement et d'agrandissement, le Musée a temporairement fermé ses portes fin 2010. L'exposition fait actuellement l'objet d'une nouvelle conception. Sa réouverture est prévue pour 2014.

## Médiation
En plus de la transmission muséale et universitaire, une série de nouveaux formats de médiation ont été développés à Monrepos, dans le but de faciliter la compréhension des résultats actuels de la recherche aux yeux d'un large public. La conférence Rudolf-Virchow compte ainsi parmi les plus anciennes séries de conférences publiques consacrées à l'archéologie paléolithique et mésolithique. La « SteinZeitreise » à la Pentecôte établit un lien pratique et haptique avec la vie dans la Préhistoire. Dans ce cadre, des expérimentations archéologiques sur l'artisanat préhistorique, la préparation des aliments, la chasse et la mise en œuvre d'une fouille archéologique expérimentale permettent à tout un chacun de s'exercer dans la pratique de l'archéologie.
Des concepts innovateurs d'exposition temporaire, tel que celui de l'exposition « GANZ ALT – die Archäologie des Eiszeitalters umgesetzt von Otmar Alt » combinent la Préhistoire paléolithique avec l'art moderne à partir de thèmes sociétaux d'actualité.

## Collections

### Collection ostéologique
La collection ostéologique comprend principalement des os d'animaux, ainsi qu'un effectif limité d'éléments du squelette humain. L'accent de la collection porte sur la faune européenne actuelle et à l'époque glaciaire. À côté de grands mammifères, elle comprend également une collection de petits animaux d'époque récente. La collection « taphonomique » est unique en son genre. Elle comprend du matériel de comparaison pour déterminer de l'âge de décès des animaux et pour identifier des marques de découpe et d'impact sur les os par comparaison avec des modifications naturelles : traces racinaires ou diverses pathologies.

### Lithothèque
La lithothèque comprend des échantillons de matières premières siliceuses employées par les Hommes du Paléolithique ou du Mésolithique pour la réalisation d'outils. La lithothèque de Monrepos en son état actuel comprend près de 230 échantillons d'origine variée avec un accent sur la Rhénanie.

### Collection d'étude
La collection d'étude comprend quelque 4 500 artéfacts attribuables au Paléolithique et au Mésolithique de l'Ancien Monde. Il s'agit d'originaux et de copies de qualité provenant des ateliers de restauration du RGZM. Le corpus des statuettes féminines, dites Vénus, constitue une composante importante de la collection d'étude. Avec plus de 50 statuettes, il s'agit de la plus grande collection de ce genre dans le monde. À côté de quelques originaux la collection comprend par ailleurs les moulages de pratiquement toutes les statuettes féminines du Gravettien découvertes à ce jour. Les plaquettes gravées de Gönnersdorf, ainsi que diverses statuettes du Paléolithique supérieur ancien et tardif, viennent compléter la collection.

## Bibliothèque
La bibliothèque de Monrepos comprend plus de 70 000 titres en rapport avec l'archéologie paléolithique et mésolithique. Elle fait l'objet d'une actualisation continuelle à travers l'acquisition de nouvelles parutions. Un corpus important de tirés-à-part et une bibliothèque électronique reprenant d'innombrables articles en format PDF complètent la bibliothèque.

## Littérature
- Gerhard Bosinski, Eiszeitsiedlungen vom Bims konserviert. Die Entstehungsgeschichte des Museums für Archäologie des Eiszeitalters in Monrepos. Dans: Westerwald 81, 1988, p. 185–187.
- Martin Street: The Forschungsbereich Altsteinzeit des Römisch-Germanischen Zentralmuseums, Mainz. In: Newsletter of the Osteoarchaeological Research Group 9, 1995, p. 7–10.
- Hannelore Bosinski: 15 Jahre Museum für die Archäologie des Eiszeitalters. Eine ganz persönliche Rückschau. Dans: Heimatjahrbuch des Landkreises Neuwied. 2005, p. 53–60.
- Sabine Gaudzinski-Windheuser, Olaf Jöris (Eds.): 600.000 Jahre Menschheitsgeschichte in der Mitte Europas. Begleitbuch zur Ausstellung im Museum für die Archäologie des Eiszeitalters, Schloss Monrepos, Neuwied. Édition du Römisch-Germanischen Zentralmuseums, Mayence 2006,  (ISBN 9783795419684).